# 1951-es Formula–1 világbajnokság
Az 1951-es Formula–1-es szezon volt a második Formula–1-es világbajnoki versenysorozat. 1951. május 27-én kezdődött, és nyolc verseny után, október 28-án véget ért.
Kikerült a versenynaptárból a monacói nagydíj, bekerült viszont a német és a spanyol, így ebben az évben – az indianapolisi 500-ast is beleszámolva – már nyolc futamot rendeztek, eggyel többet, mint az előző szezonban. Ebben az évben az Formula–1 szabályai szerinti további 14 olyan versenyt is rendeztek, amelyek eredményei nem számítottak bele a világbajnokságba. A futamokon az első öt célba érő kapott pontot (8, 6, 4, 3, 2), és 1 pontot adtak a leggyorsabb körért, de csak a legjobb négy pontszám számított a világbajnokság végelszámolásánál. A megosztott autókért kapott pontokat megosztották a pilóták között, arra való tekintet nélkül, hogy ki vezetett többet.

## A szezon menete
Az Alfa Romeók nem sokat fejlődtek az előző szezon óta, és az évad közben sem tudtak intenzív fejlesztést folytatni, így bár a csapat az élmezőnyben maradt, a Scuderia Ferrari feljött rá, sőt az év végére már a Scuderia tartott előrébb a fejlesztésekben. Ennek ellenére az Alfa Romeo versenyzője, Juan Manuel Fangio nyerte meg a bajnokságot. Viszont az Alfa Romeo fejlesztési potenciálja a végére jutott, miközben a Ferrari lankadatlanul képes volt továbbfejlődni. Ez már előre mutatta az erőviszonyok megváltozását. A brit BRM csapat Silverstone-ban V16-os motorral állt rajthoz, és könnyedén verte az addigi legjobb brit istállónak tartott Talbotot.
A világbajnokság évadnyitó futamát, a svájci nagydíjat 1951. május 27-én rendezték meg Bremgartenben. Az előző évadnak megfelelően az Alfa Romeók uralták az időmérőt: az első öt rajtkockából négyet megszereztek, csak Luigi Villoresi ékelődött be Ferrarijával az Alfák közé, a 3. rajtkocka megszerzésével. Fangio rajtolt a pole-pozícióból, majd a verseny leggyorsabb körét megfutva az első helyen végzett. Mögötte, majd egy perc hátránnyal, Piero Taruffi futott be Ferrarival, aztán a három Alfa Romeo következett: Giuseppe Farina több mint egy perc hátránnyal, Consalvo Sanesi egy kör hátrányban és Toulo de Graffenried két kör hátrányban. Alberto Ascari a hatodik lett, így nem szerzett pontot, Villoresi kiesett.

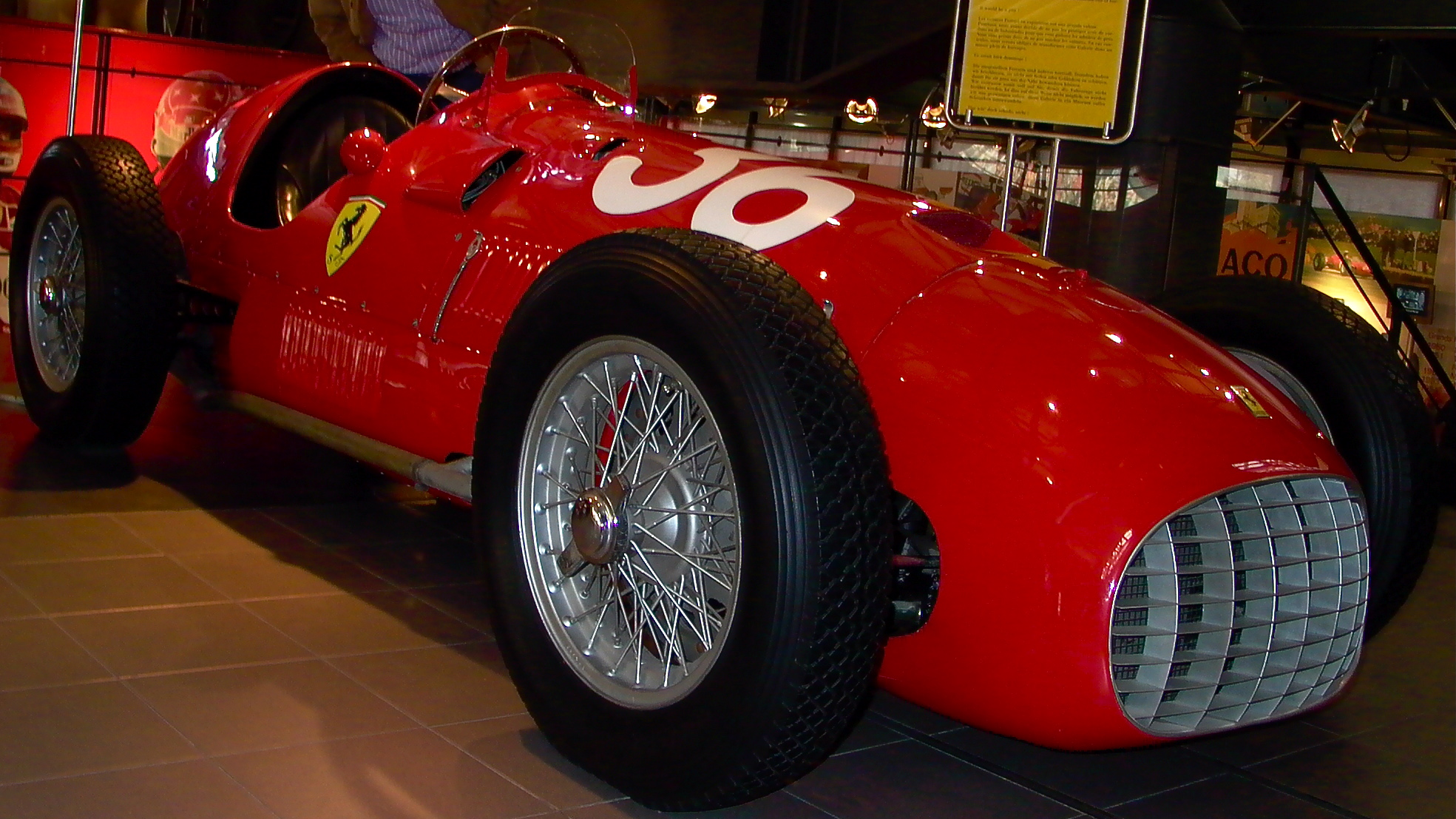
Ferrari 375F1

A harmadik Formula–1-es futam a belga nagydíj volt, Spa-Francorchampsban. Ismét Fangio szerezte meg a pole-pozíciót, ismét Farina indult másodiknak, és ismét a Luigi Villoresi szerezte meg a harmadik rajtkockát Ferrarival, ám ezúttal már a csapattársa, Alberto Ascari indult mögüle a negyedik helyről. Fangio jól versenyzett, vezette a versenyt, és a futam leggyorsabb körét is ő futotta, de a 36 körös verseny 32. körében kiesett, így a győzelem Farina ölébe hullott. Mögötte az időmérőn is jól szereplő Ferrari-pilóták futottak be, a kvalifikációhoz képest fordított, Ascari–Villoresi sorrendben.
A negyedik futam a Formula–1 francia nagydíj volt, Reimsben. A rajtrács élén a szokásos Alfa Romeo-páros állt, a szokásos Fangio-Farina sorrendben, mögöttük pedig a szokásos Ferrari-páros, ezúttal Ascari–Villoresi sorrendben. Ascari már a 10. körben kiesett, de átvette a harmadik számú Ferrari-pilóta, az argentin José Froilán González kocsiját, Fangio pedig az 55. körben esett ki, de átvette az Alfa harmadik számú pilótájának, Luigi Fagiolinak a kocsiját. A 77 körös futam végén Fangio majd egy perc előnnyel Ascari előtt ért célba. A harmadik helyen Villoresi három kör hátrányban futott be, a negyedik Ferrarit vezető angol Reg Parnell pedig négy kör hátránnyal lett negyedik. Farinának meg kellett elégednie az utolsó pontszerző hellyel, ötödik lett. A verseny leggyorsabb körét Fangio futotta.
A Ferrarik versenyről versenyre fejlődtek, és az ötödik futamon, a Silvertone-ban rendezett brit nagydíjon megtörtént az áttörés. José Froilán González megszerezte a pole-pozíciót Fangio elől, és megnyerte versenyt is, majd egy perccel Fangio előtt. Ez volt az első eset, hogy a bajnokság egyik európai versenyét nem Alfa Romeo nyerte. Villoresi ismét harmadik lett két kör hátránnyal, majd az alfás Felice Bonetto következett, és az utolsó pontszerző helyen az angol Reg Parnell ért célba, aki ezúttal egy BRM-et vezetett. A verseny leggyorsabb körét a harmadik helyről induló, de a versenyt a 75. körben feladó Farina futotta.
A hatodik futamnak egy, az előző szezonhoz képest új pálya adott otthont. A német nagydíj helyszíne a majdnem 23 kilométer hosszú Nürburgring volt. Az időmérőt ezúttal a Ferrarik uralták, az első hat rajtkockából négyet a négy Ferrari szerezte meg. A pole-pozíciót megszerző Ascari mögött csapattársa, González, mögöttük két Alfa Romeo, Fangio és Farina, majd újra két Ferrari, Luigi Villoresi és Piero Taruffi állt. Mivel Farina a húszkörös verseny 8. körében kiesett, a pontszerző helyeken erős Ferrari-dominancia alakult ki. Az öt pontszerző – Ascari, Fangio, González, Villoresi és Taruffi – mögött már mindenki körhátrányban volt. Ez azért is érdekes, mert a Nürburgringen egy kör megtétele 10 percbe került. A leggyorsabb kör egyébként ezúttal is Fangio nevéhez fűződik.

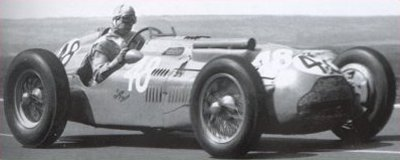
Guy Mairesse a francia nagydíjon

A hetedik verseny az olasz nagydíj volt Monzában. Az időmérőn ismét a két Alfás remekelt, Fangio-Farina sorrendben. Mögöttük sorakozott fel a négy Ferrari, Ascari, González, Villoresi, Taruffi sorrendben. Farina már a 80 körös verseny 6. körében kiesett motormeghibásodás miatt, de aztán átült Felice Bonetto Alfájába. Fangio nem volt ennyire szerencsés, mert amikor a 39. körben szintén motorproblémák miatt kiállásra kényszerült, már nem volt kivel cserélnie. Így végül az 1951-es olasz nagydíjon, Monzában, olasz közönség előtt a Ferrari megünnepelhette első kettős győzelmét, melyet az Ascari–González befutó hozott. Bár Farina végül harmadik lett, nem kapta meg a teljes négy pontot, mert meg kellett osztania Bonettóval, ennek ellenére mégis három ponttal lett gazdagabb, mivel a versenyben ő futotta a leggyorsabb kört.
Az 1951-es Formula–1-es évad zárófutamára új helyszínen került sor. A Formula–1 spanyol nagydíjat Barcelonában rendezték meg. Fangio hárompontos előnnyel Ascari előtt érkezett Barcelonába, González pedig további négy ponttal volt csapattársa mögött. Fangio az előző évben megtapasztalhatta, milyen pontelőnyből elveszíteni a világbajnoki címet, az utolsó futamon. Fangio félelmei felerősödtek, mikor az előző évi évadzáróval ellentétben, már az időmérőn kikapott. Ascari szerezte meg a pole-pozíciót, mögötte Fangio, aki mögött másik riválisa, González várhatta a rajtot. Érdekes módon a rajtrácson Ferrari, Alfa, Ferrari, Alfa, Ferrari, Alfa, Ferrari, Alfa sorminta alakult ki. Fangio végül magabiztosan nyerte a futamot, ráadásul megfutotta a verseny leggyorsabb körét is, esélyt sem adva a riválisainak. Mögötte González és Farina volt a befutó. Ascari körhátrányban lett negyedik. Fangio ezzel nemcsak megőrizte, hanem növelte is előnyét, és végül magabiztosan megnyerte a világbajnoki címet.

## Futamok
| Futam | Futam             | Időpont        | Helyszín          | Pályakép    | Győztes versenyző     | Konstruktőr              | Összefoglaló |
| ----- | ----------------- | -------------- | ----------------- | ----------- | --------------------- | ------------------------ | ------------ |
| 8.    | Svájci nagydíj    | május 27.      | Bremgarten        |             | Juan Manuel Fangio    | Alfa Romeo               | Összefoglaló |
| 9.    | Indianapolisi 500 | május 30.      | Indianapolis      |             | Lee Wallard           | Kurtis Kraft-Offenhauser | Összefoglaló |
| 10.   | Belga nagydíj     | június 17.     | Spa-Francorchamps |             | Giuseppe Farina       | Alfa Romeo               | Összefoglaló |
| 11.   | Francia nagydíj   | július 1.      | Reims             |             | Juan Manuel Fangio    | Alfa Romeo               | Összefoglaló |
| 12.   | Brit nagydíj      | július 14.     | Silverstone       |             | José Froilán González | Ferrari                  | Összefoglaló |
| 13.   | Német nagydíj     | július 29.     | Nürburgring       | Nürburgring | Alberto Ascari        | Ferrari                  | Összefoglaló |
| 14.   | Olasz nagydíj     | szeptember 16. | Monza             |             | Alberto Ascari        | Ferrari                  | Összefoglaló |
| 15.   | Spanyol nagydíj   | október 28.    | Pedralbes         |             | Juan Manuel Fangio    | Alfa Romeo               | Összefoglaló |

A végeredménybe be nem számító versenyek:
| Verseny                         | Helyszín         | Időpont        | Győztes versenyző          | Győztes konstruktőr | Összefoglaló |
| ------------------------------- | ---------------- | -------------- | -------------------------- | ------------------- | ------------ |
| I. Gran Premio di Siracusa      | Siracusa         | március 11.    | Luigi Villoresi            | Ferrari             | Összefoglaló |
| XII. Grand Prix de Pau          | Pau              | március 26.    | Luigi Villoresi            | Ferrari             | Összefoglaló |
| III. Richmond Trophy            | Goodwood         | március 26.    | B. Bira                    | Maserati            | Összefoglaló |
| VI. Gran Premio di Sanremo      | Ospedaletti      | április 22.    | Alberto Ascari             | Ferrari             | Összefoglaló |
| I. Grand Prix de Bordeaux       | Bordeaux         | április 29.    | Louis Rosier               | Talbot-Lago         | Összefoglaló |
| III. BRDC International Trophy  | Silverstone      | május 5.       | Reg Parnell                | Ferrari             | Összefoglaló |
| V. Grand Prix de Paris          | Bois de Boulogne | május 20.      | Giuseppe Farina            | Maserati            | Összefoglaló |
| V. Ulster Trophy                | Dundrod          | június 2.      | Giuseppe Farina            | Alfa Romeo          | Összefoglaló |
| I. Scottish Grand Prix          | Winfield         | július 21.     | Philip Fotheringham-Parker | Maserati            | Összefoglaló |
| II. Grote Prijs van Nederland   | Zandvoort        | július 22.     | Louis Rosier               | Talbot-Lago         | Összefoglaló |
| XIII. Grand Prix de l’Albigeois | Albi             | augusztus 5.   | Maurice Trintignant        | Simca-Gordini       | Összefoglaló |
| XX. Circuito di Pescara         | Pescara          | augusztus 15.  | José Froilán González      | Ferrari             | Összefoglaló |
| V. Gran Premio di Bari          | Bari             | szeptember 2.  | Juan Manuel Fangio         | Alfa Romeo          | Összefoglaló |
| IV. Goodwood Trophy             | Goodwood         | szeptember 29. | Giuseppe Farina            | Alfa Romeo          | Összefoglaló |

## Az 1951-es Formula 1-es bajnokság végeredménye
Pontozás:
| Helyezés | 1. | 2. | 3. | 4. | 5. | Lk. | 6–20. |
| -------- | -- | -- | -- | -- | -- | --- | ----- |
| Pont     | 8  | 6  | 4  | 3  | 2  | 1   | 0     |

(Félkövér: pole-pozíció, dőlt: leggyorsabb kör, a színkódokról részletes információ itt található.)
| Helyezés | Versenyző                  | SUI | 500 | BEL | FRA      | GBR | GER | ITA     | ESP | Pont    |
| -------- | -------------------------- | --- | --- | --- | -------- | --- | --- | ------- | --- | ------- |
| 1.       | Juan Manuel Fangio         | 1   |     | 9   | 1‡ / 11‡ | 2   | 2   | Ki      | 1   | 31 (37) |
| 2.       | Alberto Ascari             | 6   |     | 2   | 2‡       | Ki  | 1   | 1       | 4   | 25 (28) |
| 3.       | José Froilán González      | Ki  |     |     | 2‡       | 1   | 3   | 2       | 2   | 24 (27) |
| 4.       | Nino Farina                | 3   |     | 1   | 5        | Ki  | Ki  | 3‡ / Ki | 3   | 19 (22) |
| 5.       | Luigi Villoresi            | Ki  |     | 3   | 3        | 3   | 4   | 4       | Ki  | 15 (18) |
| 6.       | Piero Taruffi              | 2   |     | Ki  |          |     | 5   | 5       | Ki  | 10      |
| 7.       | Lee Wallard                |     | 1   |     |          |     |     |         |     | 9       |
| 8.       | Felice Bonetto             |     |     |     |          | 4   | Ki  | 3‡      | 5   | 7       |
| 9.       | Mike Nazaruk               |     | 2   |     |          |     |     |         |     | 6       |
| 10.      | Reg Parnell                |     |     |     | 4        | 5   |     | NI      |     | 5       |
| 11.      | Luigi Fagioli              |     |     |     | 1‡ / 11‡ |     |     |         |     | 4       |
| 12.      | Consalvo Sanesi            | 4   |     | Ki  | 10       | 6   |     |         |     | 3       |
| 13.      | Louis Rosier               | 9   |     | 4   | Ki       | 10  | 8   | 7       | 7   | 3       |
| 14.      | Andy Linden                |     | 4   |     |          |     |     |         |     | 3       |
| 15.      | Manny Ayulo                |     | 3‡  |     |          |     |     |         |     | 2       |
| 16.      | Jack McGrath               |     | 3‡  |     |          |     |     |         |     | 2       |
| 17.      | Toulo de Graffenried       | 5   |     |     | Ki       |     | Ki  | Ki      | 6   | 2       |
| 18.      | Yves Giraud-Cabantous      | Ki  |     | 5   | 7        |     | Ki  | 8       | Ki  | 2       |
| 19.      | Bobby Ball                 |     | 5   |     |          |     |     |         |     | 2       |
| 20.      | Louis Chiron               | 7   |     | Ki  | 6        | Ki  | Ki  | Ki      | Ki  | 0       |
| 21.      | Rudi Fischer               | 11  |     |     |          |     | 6   |         |     | 0       |
| 22.      | André Simon                |     |     |     | Ki       |     | Ki  | 6       | Ki  | 0       |
| 23.      | Henry Banks                |     | 6   |     |          |     |     |         |     | 0       |
| 24.      | André Pilette              |     |     | 6   |          |     |     |         |     | 0       |
| 25.      | Robert Manzon              |     |     |     | Ki       |     | 7   | Ki      | 9   | 0       |
| 26.      | Johnny Claes               | 13  |     | 7   | Ki       | 13  | 11  | Ki      | Ki  | 0       |
| 27.      | Carl Forberg               |     | 7   |     |          |     |     |         |     | 0       |
| 28.      | Peter Walker               |     |     |     |          | 7   |     |         |     | 0       |
| 29.      | Pierre Levegh              |     |     | 8   |          |     | 9   | Ki      |     | 0       |
| 30.      | Philippe Étancelin         | 10  |     | Ki  | Ki       |     | Ki  |         | 8   | 0       |
| 31.      | Stirling Moss              | 8   |     |     |          |     |     |         |     | 0       |
| 32.      | Duane Carter               |     | 8   |     |          |     |     |         |     | 0       |
| 33.      | Eugène Chaboud             |     |     |     | 8        |     |     |         |     | 0       |
| 34.      | Brian Shawe Taylor         |     |     |     |          | 8   |     |         |     | 0       |
| 35.      | Guy Mairesse               | 14  |     |     | 9        |     |     |         |     | 0       |
| 36.      | Peter Whitehead            | Ki  |     |     | Ki       | 9   |     | Ki      |     | 0       |
| 37.      | Franco Rol                 |     |     |     |          |     |     | 9       |     | 0       |
| 38.      | Jacques Swaters            |     |     |     |          |     | 10  | Ki      |     | 0       |
| 39.      | Paco Godia                 |     |     |     |          |     |     |         | 10  | 0       |
| 40.      | Bob Gerard                 |     |     |     |          | 11  |     |         |     | 0       |
| 41.      | Harry Schell               | 12  |     |     | Ki       |     |     |         |     | 0       |
| 42.      | Duncan Hamilton            |     |     |     |          | 12  | Ki  |         |     | 0       |
| –        | Maurice Trintignant        |     |     |     | Ki       |     | Ki  | Ki      | Ki  | 0       |
| –        | Henri Louveau              | Ki  |     |     |          |     |     |         |     | 0       |
| –        | George Abecassis           | Ki  |     |     |          |     |     |         |     | 0       |
| –        | Peter Hirt                 | Ki  |     |     |          |     |     |         |     | 0       |
| –        | Tony Bettenhausen          |     | Ki  |     |          |     |     |         |     | 0       |
| –        | Duke Nalon                 |     | Ki  |     |          |     |     |         |     | 0       |
| –        | Gene Force                 |     | Ki  |     |          |     |     |         |     | 0       |
| –        | Sam Hanks                  |     | Ki  |     |          |     |     |         |     | 0       |
| –        | Bill Schindler             |     | Ki  |     |          |     |     |         |     | 0       |
| –        | Mauri Rose                 |     | Ki  |     |          |     |     |         |     | 0       |
| –        | Walt Faulkner              |     | Ki  |     |          |     |     |         |     | 0       |
| –        | Jimmy Davies               |     | Ki  |     |          |     |     |         |     | 0       |
| –        | Fred Agabashian            |     | Ki  |     |          |     |     |         |     | 0       |
| –        | Carl Scarborough           |     | Ki  |     |          |     |     |         |     | 0       |
| –        | Bill Mackey                |     | Ki  |     |          |     |     |         |     | 0       |
| –        | Chuck Stevenson            |     | Ki  |     |          |     |     |         |     | 0       |
| –        | Johnnie Parsons            |     | Ki  |     |          |     |     |         |     | 0       |
| –        | Cecil Green                |     | Ki  |     |          |     |     |         |     | 0       |
| –        | Troy Ruttman               |     | Ki  |     |          |     |     |         |     | 0       |
| –        | Duke Dinsmore              |     | Ki  |     |          |     |     |         |     | 0       |
| –        | Chet Miller                |     | Ki  |     |          |     |     |         |     | 0       |
| –        | Walt Brown                 |     | Ki  |     |          |     |     |         |     | 0       |
| –        | Rodger Ward                |     | Ki  |     |          |     |     |         |     | 0       |
| –        | Cliff Griffith             |     | Ki  |     |          |     |     |         |     | 0       |
| –        | Bill Vukovich              |     | Ki  |     |          |     |     |         |     | 0       |
| –        | George Connor              |     | Ki  |     |          |     |     |         |     | 0       |
| –        | Mack Hellings              |     | Ki  |     |          |     |     |         |     | 0       |
| –        | Joe James                  |     | Ki  |     |          |     |     |         |     | 0       |
| –        | Johnny McDowell            |     | Ki  |     |          |     |     |         |     | 0       |
| –        | Aldo Gordini               |     |     |     | Ki       |     |     |         |     | 0       |
| –        | Onofre Marimón             |     |     |     | Ki       |     |     |         |     | 0       |
| –        | Joe Kelly                  |     |     |     |          | Ki  |     |         |     | 0       |
| –        | Philip Fotheringham-Parker |     |     |     |          | Ki  |     |         |     | 0       |
| –        | David Murray               |     |     |     |          | Ki  |     |         |     | 0       |
| –        | John James                 |     |     |     |          | Ki  |     |         |     | 0       |
| –        | Paul Pietsch               |     |     |     |          |     | Ki  |         |     | 0       |
| –        | Toni Branca                |     |     |     |          |     | Ki  |         |     | 0       |
| –        | Chico Landi                |     |     |     |          |     |     | Ki      |     | 0       |
| –        | Georges Grignard           |     |     |     |          |     |     |         | Ki  | 0       |
| –        | Prince Bira                |     |     |     |          |     |     |         | Ki  | 0       |
| –        | Ken Richardson             |     |     |     |          |     |     | NI      |     | 0       |
| Helyezés | Versenyző                  | SUI | 500 | BEL | FRA      | GBR | GER | ITA     | ESP | Pont    |

- * Leggyorsabb kör (1 pont)
- ‡ A pozíció ugyan annak az autónak a két vezetője között megosztott

## Fordítás
- Ez a szócikk részben vagy egészben  a(z)   1951 Formula One season című angol Wikipédia-szócikk ezen változatának fordításán alapul.  Az eredeti cikk szerkesztőit annak laptörténete sorolja fel. Ez a jelzés csupán a megfogalmazás eredetét és a szerzői jogokat jelzi, nem szolgál a cikkben szereplő információk forrásmegjelöléseként.